# Шведов Ігор Йосифович
Іго́р Йо́сифович Шве́дов (біл. Ігар Іосіфавіч Шведаў; 6 березня 1987, м. Новополоцьк, СРСР) — білоруський хокеїст, захисник. Виступає за «Шахтар» (Солігорськ) у Білоруській Екстралізі. Кандидат у майстри спорту.
Вихованець хокейної школи «Хімік-СКА» (Новополоцьк). Виступав за «Хімік-СКА» (Новополоцьк), «Динамо» (Мінськ), «Керамін» (Мінськ).
У складі національної збірної Білорусі провів 10 матчів (1 гол, 1 передача). У складі молодіжної збірної Білорусі учасник чемпіонатів світу 2006 (дивізіон I) і 2007. У складі юніорської збірної Білорусі учасник чемпіонату світу 2005 (дивізіон I).
Срібний призер чемпіонату Білорусі (2010).